# Erythrochiton hypophyllanthus
Erythrochiton hypophyllanthus là một loài thực vật có hoa trong họ Cửu lý hương. Loài này được Planch. & Linden mô tả khoa học đầu tiên năm 1853.